# Xu Yanlu
Xu Yanlu (許燕露S; Nantong, 16 settembre 1991) è una calciatrice cinese, centrocampista dello Jiangsu Suning e della nazionale cinese.
Dotata di buona velocità, tanto da essere tra le calciatrici più note della nazionale asiatica e citata come "la piccola Messi", è stata più volte penalizzata dalla bassa statura, 156 cm, negli incontri internazionali dove l'altezza delle avversarie potevano rappresentare un ostacolo nella strategia della partita.

## Carriera

### Nazionale
Xu Yanlu inizia ad essere convocata dalla federazione calcistica della Cina per vestire la maglia della Nazionale cinese dal 2012, con la quale debutta il 27 maggio nell'incontro disputato con gli Stati Uniti.
Nel 2014 è tra le selezionate dal tecnico Hao Wei per rappresentare la Cina all'edizione 2014 dell'Algarve Cup, torneo ad invito che si svolge annualmente in Portogallo. Il tecnico le rinnova la fiducia inserendola in rosa anche con la squadra impegnata alla fase finale dell'edizione 2014 della Coppa d'Asia, dove è autrice di una delle reti dell'incontro del gruppo B della fase a gironi vinto 7-0 sulle avversarie della Thailandia. Condivide con le compagne il percorso che vede la nazionale cinese raggiungere il terzo posto, conquistato nella finalina vinta sulla Corea del Sud.
Nel marzo 2015 Hao Wei la riconvoca per l'edizione 2015 dell'Algarve Cup, dove la sua squadra offre una deludente prestazione concludendo al dodicesimo e ultimo posto. In quell'occasione è tra le sole tre calciatrici cinesi a siglare una rete, quella che apre le marcature per l'incontro che assegna l'undicesimo posto al torneo pareggiato perso ai tiri di rigore con il Portogallo dopo che i tempi regolamentari erano terminati sul 3-3.
Il selezionatore Hao Wei la inserisce nella rosa delle 23 calciatrici, resa nota dalla federazione cinese il 28 maggio 2015, che parteciperanno a Canada 2015, settima edizione ufficiale del campionato mondiale femminile di calcio., tuttavia non risulta mai impiegata nel torneo.
In seguito viene chiamata per il torneo femminile della Coppa dell'Asia orientale di Giappone 2017, dove la Cina conclude il torneo al terzo posto alle spalle di Corea del Nord e Giappone.
L'anno seguente è inserita in rosa per l'edizione 2018 dell'Algarve Cup, dove va a segno contro il Portogallo nell'incontro inaugurale del gruppo A e dove la sua nazionale si classifica all'undicesimo e penultimo posto.
Qualche mese più tardi ottiene con le compagne il terzo posto alla Coppa delle nazioni asiatiche di Giordania 2018 e il conseguente accesso al Mondiale di Francia 2019.